# Kőröstetétlen, Pesta
Kőröstetétlen  este un sat în districtul Cegléd, județul Pesta, Ungaria, având o populație de 897 de locuitori (2011). 

## Demografie
Componența etnică a satului Kőröstetétlen
     Maghiari (100%)
Componența confesională a satului Kőröstetétlen
     Romano-catolici (43,48%)
     Fără religie (8,36%)
     Reformați (4,79%)
     Necunoscută (42,47%)
     Alte religii (2,01%)
Conform recensământului din 2011, satul Kőröstetétlen avea 897 de locuitori. Din punct de vedere etnic, majoritatea locuitorilor (100,0%) erau maghiari. Nu există o religie majoritară, locuitorii fiind romano-catolici (43,48%), persoane fără religie (8,36%) și reformați (4,79%). Pentru 42,47% din locuitori nu este cunoscută apartenența confesională.